# Zabadak
Zabadak was een single van de Britse muziekgroep Dave Dee, Dozy, Beaky, Mick & Tich.
De single verscheen in 1967 en haalde de derde plaats in de Veronica Top 40 als een van de negen singles van het gezelschap. Het nummer verscheen slechts mondjesmaat in de Radio 2 Top 2000; hoger dan plaats 1600 is het daarin niet gekomen. Het bracht het wel tot Top of the Pops in Engeland.
Het lied behandelt een typisch flowerpower-onderwerp. Je moet het belangrijkste in het leven niet proberen te vinden in woorden, maar in gevoelens. Het min of meer humoristisch lied bevat zelfverzonnen woorden zoals Zabadak en Karakakora.

## Cover
Er bestaan een paar coverversies van het nummer, zoals die van collega-groep The Sorrows en de Saragossa Band.

## Hitnotering
| "Zabadak" in de Veronica Top 40 - binnen 11-11-1967 | "Zabadak" in de Veronica Top 40 - binnen 11-11-1967 | "Zabadak" in de Veronica Top 40 - binnen 11-11-1967 | "Zabadak" in de Veronica Top 40 - binnen 11-11-1967 | "Zabadak" in de Veronica Top 40 - binnen 11-11-1967 | "Zabadak" in de Veronica Top 40 - binnen 11-11-1967 | "Zabadak" in de Veronica Top 40 - binnen 11-11-1967 | "Zabadak" in de Veronica Top 40 - binnen 11-11-1967 | "Zabadak" in de Veronica Top 40 - binnen 11-11-1967 | "Zabadak" in de Veronica Top 40 - binnen 11-11-1967 | "Zabadak" in de Veronica Top 40 - binnen 11-11-1967 | "Zabadak" in de Veronica Top 40 - binnen 11-11-1967 | "Zabadak" in de Veronica Top 40 - binnen 11-11-1967 | "Zabadak" in de Veronica Top 40 - binnen 11-11-1967 |
| Week:                                               | 1                                                   | 2                                                   | 3                                                   | 4                                                   | 5                                                   | 6                                                   | 7                                                   | 8                                                   | 9                                                   | 10                                                  | 11                                                  | 12                                                  |                                                     |
| --------------------------------------------------- | --------------------------------------------------- | --------------------------------------------------- | --------------------------------------------------- | --------------------------------------------------- | --------------------------------------------------- | --------------------------------------------------- | --------------------------------------------------- | --------------------------------------------------- | --------------------------------------------------- | --------------------------------------------------- | --------------------------------------------------- | --------------------------------------------------- | --------------------------------------------------- |
| Positie:                                            | 38                                                  | 27                                                  | 12                                                  | 9                                                   | 6                                                   | 4                                                   | 3                                                   | 4                                                   | 6                                                   | 10                                                  | 18                                                  | 37                                                  | uit                                                 |

### NPO Radio 2 Top 2000
| Nummer met noteringen in de NPO Radio 2 Top 2000 | '00  | '01-'02 | '03  | '04  | '05  | '06  | '07 | '08  |
| ------------------------------------------------ | ---- | ------- | ---- | ---- | ---- | ---- | --- | ---- |
| Zabadak                                          | 1858 | -       | 2000 | 1600 | 1920 | 1690 | -   | 1958 |

1. ↑  Een '-' betekent dat het nummer niet was genoteerd en een vetgedrukt getal geeft de hoogste notering aan.
2. ↑  2000 was het eerste jaar met een notering voor dit nummer.
3. ↑  Deze tabel is bijgewerkt tot en met de laatste editie (2024).